# Noé Debré
Pour les articles homonymes, voir Debré.
Noé Debré, né en 1986 à Strasbourg, est un scénariste et réalisateur français.

## Biographie
D'origine juive alsacienne et fils d'un avocat et d'une ophtalmologiste, Noé Debré grandit à Strasbourg. Après des études secondaires au lycée Kléber où il obtient son bac, ll étudie le cinéma à  l’École supérieure d'études cinématographiques, et les lettres classiques à la Sorbonne puis travaille avec Thomas Bidegain. Il est influencé par Max Weber. De sa fenêtre, il voit le Parlement européen. Par la suite, il réalise la série Parlement en 2020. En 2025, il est coscénariste de la série Le Sens des choses réalisée par Keren Ben Rafael.

## Filmographie

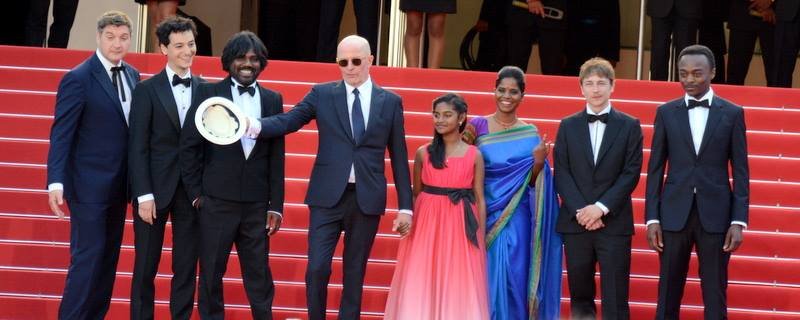
L'équipe de Dheepan au festival de Cannes
(de gauche à droite, Thomas Bidegain, Noé Debré, Antonythasan Jesuthasan, Jacques Audiard, Claudine Vinasithamby, Kalieaswari Srinivasan, Vincent Rottiers, Marc Zinga).

### Scénariste uniquement

#### Courts métrages
- 2010 : Tempus Fugit de Fred Grivois
- 2011 : Les Poisons de Benjamin Charbit
- 2015 : La Couille d'Emmanuel Poulain-Arnaud

#### Longs métrages
- 2013 : Les Gamins d'Anthony Marciano
- 2014 : La Crème de la crème de Kim Chapiron
- 2015 : La Résistance de l'air de Fred Grivois
- 2015 : Les Cowboys de Thomas Bidegain
- 2015 : Dheepan de Jacques Audiard
- 2015 : Je compte sur vous de Pascal Elbé
- 2015 : Good Luck Algeria de Farid Bentoumi
- 2017 : Problemos d'Éric Judor
- 2017 : Le Fidèle de Michaël R. Roskam
- 2017 : Le Brio d'Yvan Attal
- 2018 : Le monde est à toi de Romain Gavras
- 2018 : Le Poulain de Mathieu Sapin
- 2020 : Le Prince oublié de Michel Hazanavicius
- 2021 : Stillwater de Tom McCarthy
- 2021 : Les Cobayes d'Emmanuel Poulain-Arnaud
- 2021 : Le Test d'Emmanuel Poulain-Arnaud
- 2023 : La Vénus d'argent d'Héléna Klotz

#### Séries télévisées
- 2018 : Vingt-cinq
- 2020 : Parlement
- 2021 : La Meilleure Version de moi-même
- 2024 : Zorro

### Scénariste et réalisateur

#### Courts métrages
- 2018 : Le Septième continent[5]
- 2019 : Une fille moderne
- 2021 : On n'est pas des animaux

#### Long métrage
- 2024 : Le Dernier des Juifs

#### Séries télévisées
- 2025 : Le sens des choses (scénariste)[6]

## Prix et nominations
- Festival de Cannes 2015 : Palme d'or pour Dheepan de Jacques Audiard
- César 2016 : nomination au César du meilleur scénario original pour Dheepan